# Václav Knotek (politik)
Václav Knotek (14. září 1889 Čejkov – 1. listopadu 1973 Praha) byl československý novinář, politik a meziválečný poslanec Národního shromáždění za Československou stranu lidovou.

## Biografie
Pocházel z chudých poměrů, byl zaměstnán do roku 1908 jako sklář. Poté pracoval v zemědělském hospodářství. Zároveň dopisoval do amerického krajanského časopisu Hlas a do různých katolických časopisů – oblíbené byly především jeho povídky v katolických kalendářích). V roce 1920 se stal tajemníkem ústředí lidových zemědělců v Čechách (Svaz hospodářských družstev). Byl činný i jako redaktor Venkova a Lidových listů. V lidové straně patřil mezi předáky katolického odborového sdružení v Čechách (Hospodářské sdružení českých křesťanských zemědělců).
V parlamentních volbách v roce 1929 byl zvolen za Československou stranu lidovou do Národního shromáždění. Mandát obhájil v parlamentních volbách v roce 1935. Poslanecké křeslo si oficiálně podržel do formálního zrušení parlamentu roku 1939, přičemž krátce předtím ještě v prosinci 1938 přestoupil do nově vzniklé Strany národní jednoty.
Profesí byl domkářem a redaktorem. Podle údajů z roku 1935 bydlel v Kobylisích. Po válce se již v politice neangažoval.